# Colobocentrotus pedifer
A Colobocentrotus pedifer a tengerisünök (Echinoidea) osztályának Camarodonta rendjébe, ezen belül az Echinometridae családjába tartozó faj.

## Előfordulása
A Colobocentrotus pedifer a Francia Polinéziához tartozó Paumotu közelében fordul elő.

## Megjelenése
Testének felső részét lemezekké alakult tüskék borítják, melyek mozaikszerű megjelenést kölcsönöznek az állatnak. Mivel a partok szélén él, ez a testfelépítés segíti az állandó hullámveréseket átvészelni. A tengerisün számos lába parányi, vékony, a végén szívóka található, amely lehetővé teszi a haladást.